# 빌라페루초
빌라페루초(Villaperuccio, 사르데냐어: Sa Baronia)는 이탈리아 사르데냐 주 수드사르데냐도에 있는 코무네이다. 칼리아리에서 남서쪽으로 약 40 킬로미터 (25 mi) 떨어져 있고, 카르보니아에서 남동쪽으로 약 13 킬로미터 (8 mi) 떨어진 하부 술치스에 위치한다.
빌라페루초는 나르카오, 눅시스, 페르다시우스, 피시나스, 산타디, 트라탈리아스 자치체와 접해 있다. 이 지역에는 오지에리 문화의 선누라게 몬테수 네크로폴리스, 약 40개의 누라게와 이스 페르다스 크로카다스 선돌 유적지가 있다.